# Свети Висарион (Пили)
„Свети Висарион“ (на гръцки: Ιερά Μονή Αγίου Βησσαρίωνος Δουσίκου) е православен манастир край едноименното село Агиос Висарион, Пили, Трикалско, на река Портайкос. Намира се в полите на планината Козяк.
Отстои на 24-25 km от Трикала и от другата страна на клисурата на река Портайкос, спрямо Порта Панагия, преди реката да навлезе в тесалийската равнина. По османско време в манастира е съществувало килийно училище посещавано от ученолюбивите деца на Трика, център на санджак Трикала.
Издигнат в годините 1527-1535 върху основите на по-стар византийски манастир от 13-14 век. Храмовият му празник се чества на 15 септември, като се отбелязва и 6 август. Посветен е на двама гръцки светци носили името Висарион от времето на Османска Тесалия, и по-точно от 15-16 век. Мястото край което е разположен е ключово за упражняване на контрол върху най-кратката пътна връзка между Тесалия и Епир, който кервански път по османско време бил охраняван от арматоли.
През 1682 г. в манастира имало 365 монашески килии и богата библиотека. В годините 1771, 1820 и 1823 (по време на т.нар. гръцка война за независимост) е разграбван.